# Fussballclub Red Bull Salzburg 2015-2016
Questa voce raccoglie le informazioni riguardanti il Fußballclub Red Bull Salzburg nelle competizioni ufficiali della stagione 2015-2016.

## Stagione
Il tedesco Peter Zeidler, allenatore del Liefering, viene chiamato a guidare la prima squadra.
Il primo appuntamento europeo della stagione è la doppia sfida contro il Malmö, al terzo turno preliminare di Champions League: gli svedesi perdono l'andata ma vincono nella trasferta casalinga, guadagnando l'accesso al turno successivo. I tori rossi discendono quindi in Europa League dove agli spareggi cedono il passo ai bielorussi della Dinamo Minsk.
In Bundesliga i biancorossi scalano la classifica, dopo il lento avvio di stagione. Tra novembre e dicembre si contendono il primo posto con l'Austria Vienna.
Durante la sosta invernale viene annunciato l'arrivo di Oscar Garcia sulla panchina salisburghese. Il tecnico spagnolo, dopo una buona seconda metà di stagione, porterà la squadra a vincere Bundesliga e ÖFB-Cup.

## Risultati

### UEFA Champions League

#### Qualificazioni
| Arbitro: | Banti |

|                                  |           |  |
| Ulmer 51’ Hinteregger 89’ (rig.) | Marcatori |  |

| Arbitro: | Koukoulakīs |

|                                   |           |  |
| Đurđić 7’ Rosenberg 14’ Rodić 42’ | Marcatori |  |

### UEFA Europa League

#### Spareggi
| Arbitro: | Zelinka |

|                              |           |  |
| Rassadkin 57’ Adamović 90+3’ | Marcatori |  |

| Arbitro: | Blom |

|                                             |                      |                                   |
| Minamino 11’ Soriano 58’                    | Marcatori            |                                   |
| Hinterreger Soriano Minamino Atanga Berisha | Tiri di rigore 2 – 3 | Bećiraj Korytko Begunov Palicevič |